# Vilar Seco de Lomba
Vilar Seco de Lomba ist eine Ortschaft und Gemeinde im Nordosten Portugals, in der Region Trás-os-Montes.

## Geschichte
König D.Dinis gab dem Ort Stadtrechte am 1. Februar 1311. 
Im Verlauf seiner Verwaltungsreformen bestätigte und erneuerte König D.Manuel I. die Stadtrechte am 4. Mai 1512.
Vilar Seco de Lomba blieb Sitz eines eigenständigen Kreises, der im Jahr 1801 aus den neun Gemeinden Edral, Frades, Gestosa, Pinheiro Novo, Quirás, São Jomil, Segirei, Vilarinho und Vilar Seco de Lomba bestand und 2348 Einwohner zählte.
Im Zuge der Verwaltungsreformen nach der Liberalen Revolution 1822 wurde der Kreis Vilar Seco de Lomba am 6. November 1836 aufgelöst und dem neugeschaffenen Kreis Santalha angegliedert. Seit dessen Auflösung 1853 gehört Vilar Seco de Lomba zu Vinhais.

## Verwaltung
Vilar Seco de Lomba ist eine Gemeinde (Freguesia) im Kreis (Concelho) von Vinhais, im Distrikt Bragança. Die Gemeinde hat eine Fläche von 22 km² und zählt 186 Einwohner (Stand 19. April 2021).
Drei Ortschaften liegen im Gemeindegebiet:
- Gestosa
- Passos (oder auch Passos de Lomba)
- Vilar Seco de Lomba